# Darren Swimmer
Darren Swimmer é um roteirista e produtor de televisão estadunidense. Conhecido por seus trabalhos em Smallville e Melrose Place.